# Saint-Wandrille-Rançon
Saint-Wandrille-Rançon är en kommun i departementet Seine-Maritime i regionen Normandie i norra Frankrike. Kommunen ligger i kantonen Caudebec-en-Caux som tillhör arrondissementet Rouen. År 2018 hade Saint-Wandrille-Rançon 1 210 invånare.

## Befolkningsutveckling
Antalet invånare i kommunen Saint-Wandrille-Rançon
| Referens: INSEE |